# Альберт Ольшевський фон Гербуліс

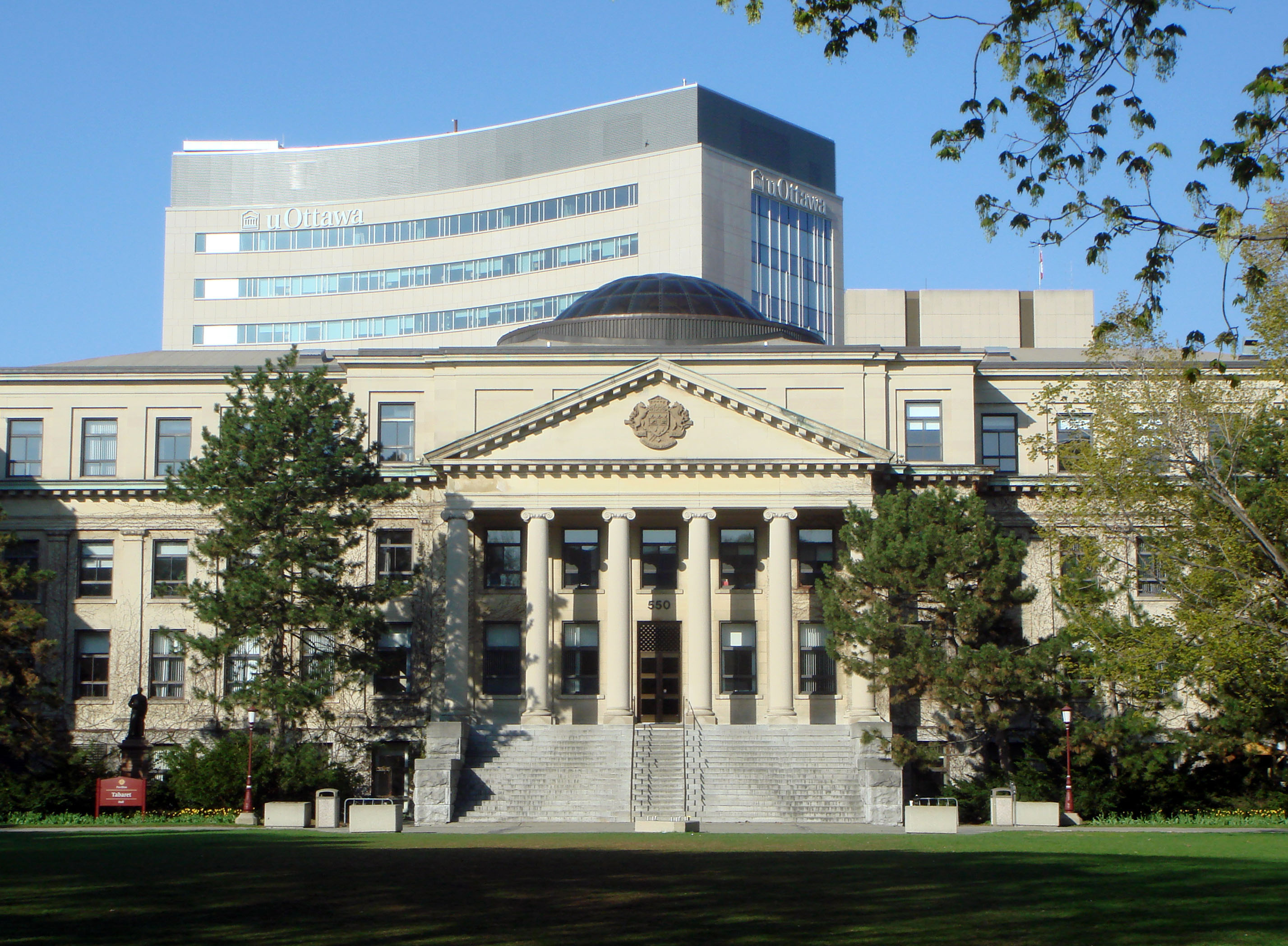
Tabaret Hall, Університет Оттави, Канада

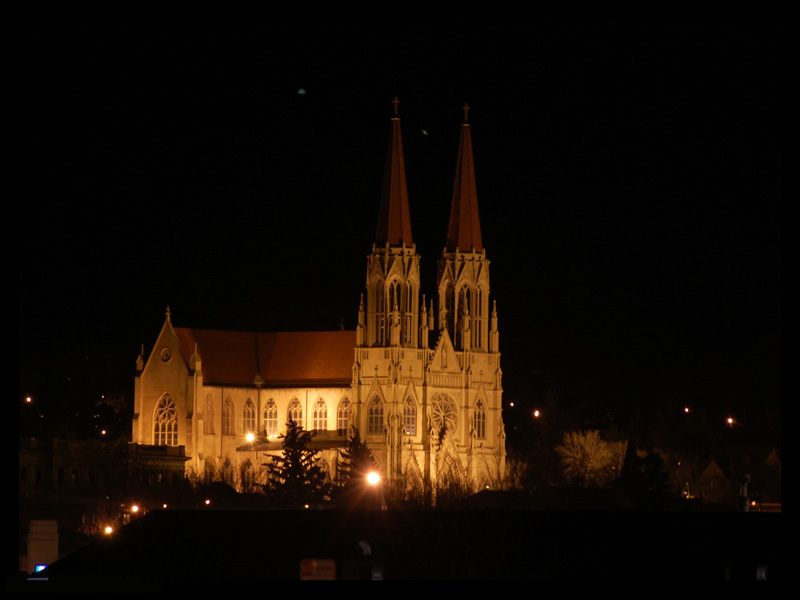
Кафедральний собор Святої Гелени в Гелені, США

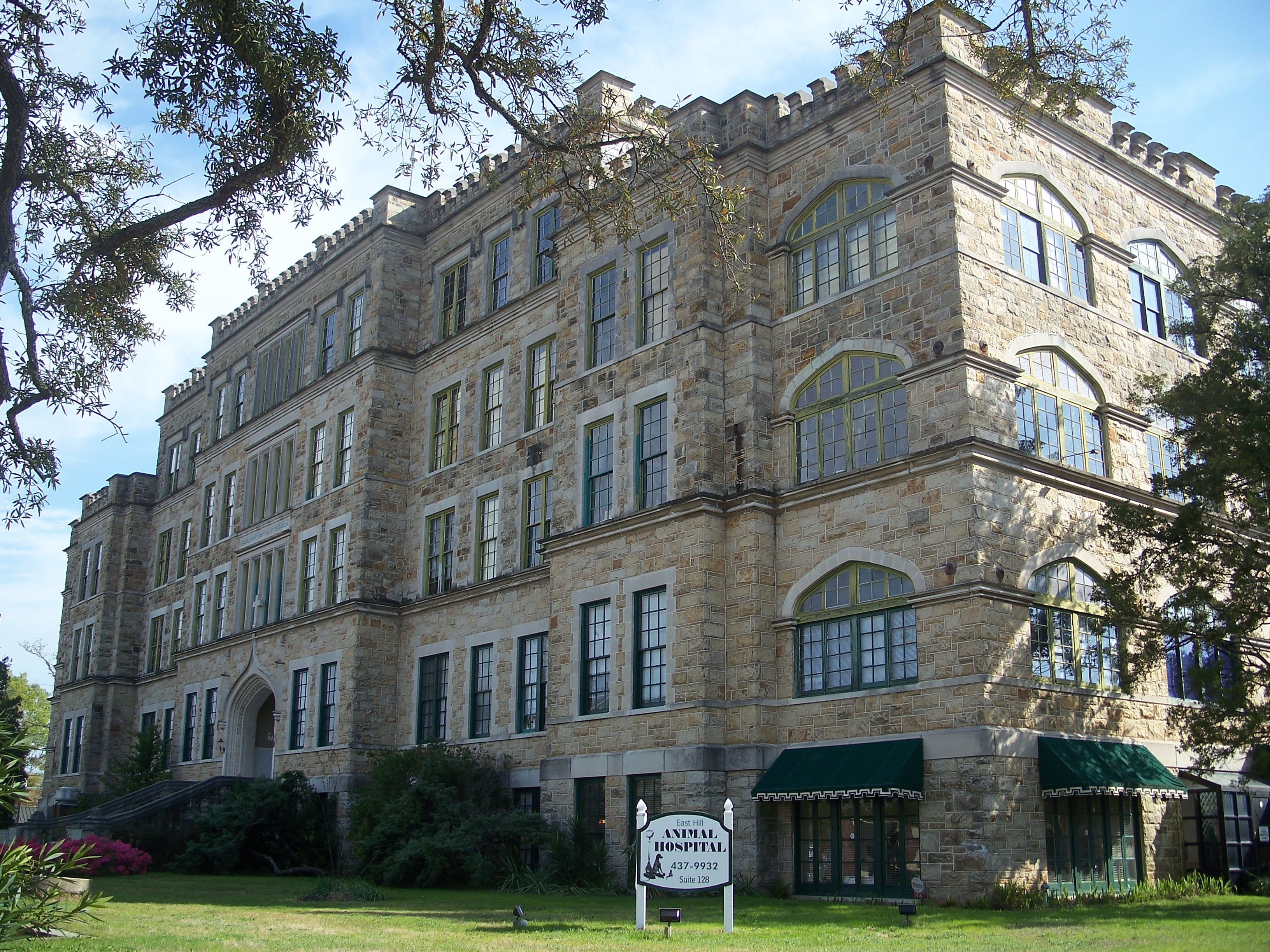
Лікарня Пенсакола

Альберт Ольшевський фон Гербуліс (пол. Albert Olszewski Von Herbulis, 23 квітня 1860, Будапешт — 14 квітня 1928, Вашингтон – американський архітектор.

## Біографія
Ймовірно, походить від осілої польської родини з Угорщини. Закінчив Віденську військову школу та інженерні студії при Віденському технологічному університеті. 1885 року емігрував до США, спочатку мешкав у Скрентоні (Пенсільванія), де проходив практику в дизайн-студії. Потім він переїхав до Вашингтону, де прожив решту життя. Спеціалізувався на монументальних культових спорудах для римо-католицької церкви, навчальних і громадських будівлях. 1904 року комісія католицької єпархії Оттави довірила Альберту Ольшевському фон Гербулісу проєктування кампусу художнього коледжу з восьми будівель. 1908 року за його проєктом було збудовано Кафедральний собор Святої Гелени в Гелені, Монтана. Помер від серцевого нападу й похований на кладовищі Святого Джеймса у Фоллз-Черчі. На його могилі написано „Adalbert Olszewski Ritter von Herbulis”.

## Проєкти
- Академія Св. Анни, Тенлітаун, Вашингтон (1903);
- Райан Холл, Джорджтаунський університет, Вашингтон (1903);
- Коледж Маріст, Саванна та Друга вулиця, Вашингтон (1903-1904);
- Колумбійський шкільний будинок, Колумбія-Пайк, Колумбія-Хайтс, Вірджинія (1904);
- Непорочна семінарія, Американський університет Тенлі Кампуса, Вашингтон (1904);
- Лютеранська церква Святого Марка, Вашингтон (1904);
- Будівля мистецтв і науки Оттавського університету, Оттава, Онтаріо (1904-1905);
- Церква Св. Петра, Барклай Стріт, Нью-Йорк (1904-1905);
- Коледж Сент-Джозеф, Уест-Енд, Цинциннаті, Огайо (1905);
- Римо-католицький костел Святої Трійці, 1118 Північна Дворянська вулиця, Чикаго, Іллінойс (1905–1906);
- Церква Святої Марії, Гелена, Монтана (1908);
- Сент-Чарльз Холл, коледж Маунт-Сент-Чарльз, нині коледж Керролл, Гелена, Монтана (1909);
- Соборна школа, Гелена, Монтана (1909, знесено 2008 р.);
- Монастир Вічного Поклоніння/Академія Благословення в Бірмінгемі, Алабама (1911-1913);
- Собор Святої Гелени, Гелена, Монтана (1908-1914);
- Лікарня Пенсакола, Пенсакола, Флорида (1915);
- Будівля мистецтв і науки Оттавського університету, Оттава, Онтаріо (1922)[1].